# Douglas Thomson, 2. Baronet

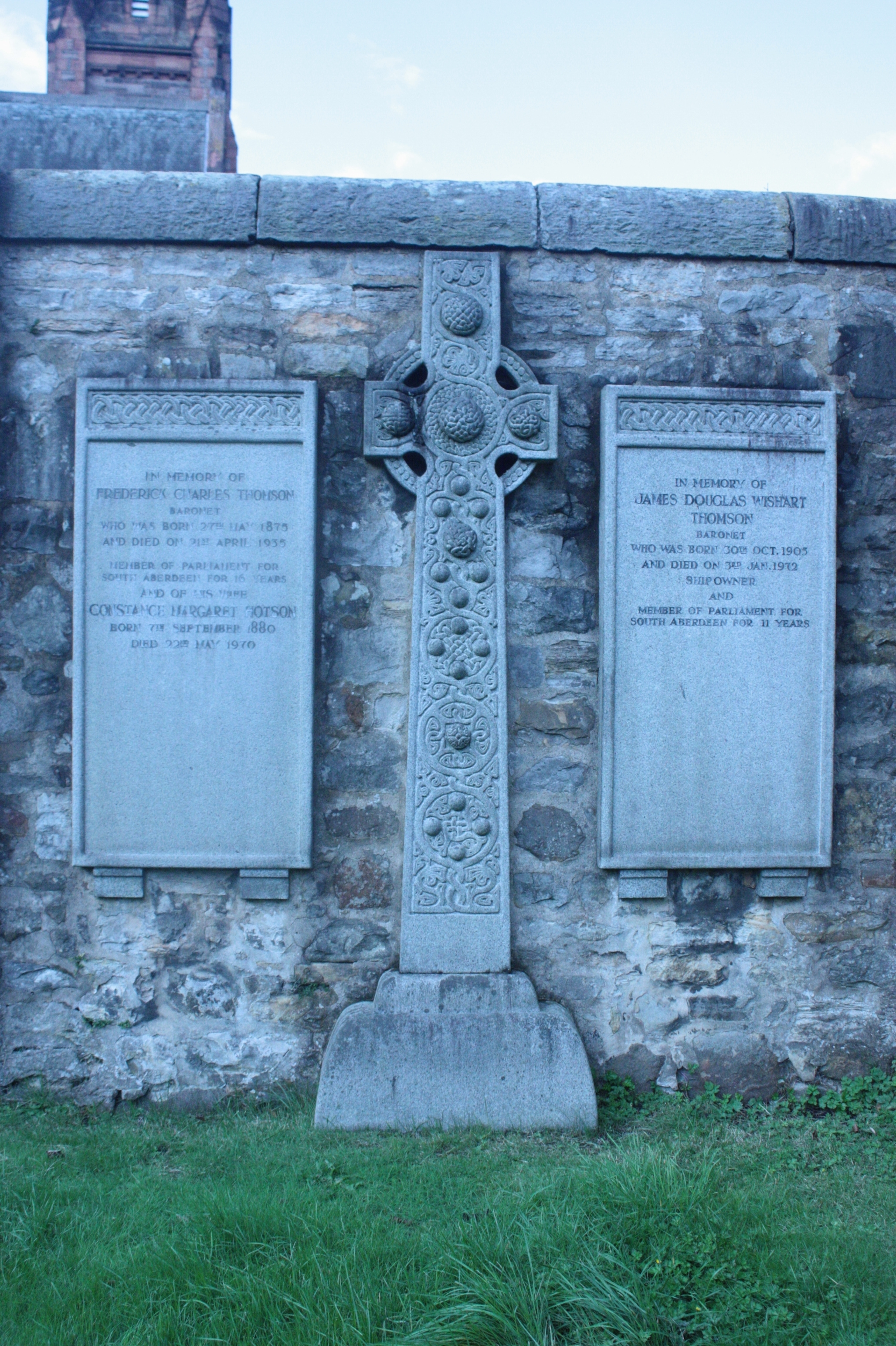
Grab Thomsons auf dem Dean Cemetery in Edinburgh

Sir James Douglas Wishart Thomson, 2. Baronet (* 30. Oktober 1905; † 3. Januar 1972) war ein schottischer Politiker der Unionist Party.

## Leben
Douglas Thomson wurde 1905 als einziger Sohn des Politikers Sir Frederick Thomson, 1. Baronet und dessen Ehefrau Constance Margaret geboren. Beim Tod seines Vaters erbte er dessen Adelstitel Baronet, of Glendarroch in the County of Midlothian. Er studierte am Eton College sowie dem University College der University of Oxford. Sowohl 1926 als auch 1927 nahm er am Boat Race teil. Thomson schloss als Bachelor ab und ehelichte 1935 Evelyn Margaret Isabel Douglas. Zusammen hatten sie fünf Nachkommen, Susan Evelyn Margaret (* 1936), Frederick Douglas David (* 1940), der den Baronettitel erbte, Vanessa Jean Wishart (* 1942), Jennifer Constance Anne (* 1945) und William Andrew Charles (* 1948). Thomson war Vorsitzender der Reederei Ben Line Steamers.

## Politischer Werdegang
Seit 1918 hielt Thomsons Vater Frederick für die Unionist Party das Unterhausmandat des Wahlkreises Aberdeen South. Infolge dessen Tod 1935 wurden in diesem Wahlkreis Nachwahlen erforderlich, zu denen sich Douglas Thomson als Kandidat der Unionisten aufstellen ließ. Trotz Stimmverlusten errang er das Mandat mit deutlichem Vorsprung vor dem Kandidaten der Labour Party, Joseph F. Duncan. Bei den regulären Unterhauswahlen 1935 verteidigte er sein Mandat. 1941 fungierte Thomson als Parliamentary Private Secretary des Ministers für Schifffahrt. Mit Stimmverlusten in Höhe von 21,4 % verteidigte Thomson sein Mandat bei den Unterhauswahlen 1945 nur knapp. Am 4. November 1946 trat Thomson zurück. Da dies nicht direkt möglich war, wählte er einen gängigen Ausweg und nahm die Stewardship of the Chiltern Hundreds an. Hierbei handelt es sich um einen Titel ohne Aufgaben, welchen das britische Königshaus vergibt. Auf Grund der Trennung von Unterhaus und Krone verfällt das Unterhausmandat damit augenblicklich. Die im Wahlkreis Aberdeen South erforderlichen Nachwahlen entschied Thomsons Parteikollegin Priscilla Buchan für sich.